# James Foley (filmrendező)
James Foley (New York, 1953. december 28. – Los Angeles, 2025. május 6.) amerikai filmrendező.
1986-os Lőtávolban című rendezésével indult a 36. Berlini Nemzetközi Filmfesztivál versenyén. Ő rendezte a Glengarry Glen Ross (1992) és a Siralomház (1996) című filmeket is – előbbit David Mamet azonos című színdarabjából, utóbbit John Grisham hasonló címet viselő regényéből. 
A 2010-es években A szürke ötven árnyalata két folytatását készítette el: A sötét ötven árnyalata (2017) és A szabadság ötven árnyalata (2018).

## Halála
2025. május 6-án, 71 évesen hunyt el Los Angeles-i otthonában. Halálát agydaganat okozta.

## Rendezései

### Film
| Év   | Magyar cím                  | Eredeti cím          | Megjegyzések                                       |
| ---- | --------------------------- | -------------------- | -------------------------------------------------- |
| 1984 | Vakmerő                     | Reckless             | Mindenütt jó, de legjobb máshol címen is ismert    |
| 1986 | Lőtávolban                  | At Close Range       | jelölés – Arany Medve                              |
| 1987 | Ki ez a lány?               | Who's That Girl      | jelölés – Arany Málna díj a legrosszabb rendezőnek |
| 1990 | Sötétedés után, kedvesem    | After Dark, My Sweet | forgatókönyvíró                                    |
| 1992 | Glengarry Glen Ross         | Glengarry Glen Ross  | jelölés – Arany Oroszlán díj                       |
| 1995 | Egy nap a mozi              | Two Bits             |                                                    |
| 1996 | Siralomház                  | The Chamber          |                                                    |
| 1996 | Rettegés                    | Fear                 |                                                    |
| 1999 | Mocskos zsaruk              | The Corruptor        |                                                    |
| 2003 | Lépéselőny                  | Confidence           |                                                    |
| 2007 | Vadidegen                   | Perfect Stranger     |                                                    |
| 2017 | A sötét ötven árnyalata     | Fifty Shades Darker  | jelölés – Arany Málna díj a legrosszabb rendezőnek |
| 2018 | A szabadság ötven árnyalata | Fifty Shades Freed   | jelölés – Arany Málna díj a legrosszabb rendezőnek |

### Televízió
| Év        | Magyar cím          | Eredeti cím    | Megjegyzések |
| --------- | ------------------- | -------------- | ------------ |
| 1991      | Twin Peaks          | Twin Peaks     | 1 epizód     |
| 1997      | A pisztoly          | Gun            | 1 epizód     |
| 2013      | Hannibal            | Hannibal       | 1 epizód     |
| 2013–2015 | Kártyavár           | House of Cards | 12 epizód    |
| 2015      | Wayward Pines       | Wayward Pines  | 1 epizód     |
| 2016      | Milliárdok nyomában | Billions       | 2 epizód     |

### Videóklipek
| Év   | Előadó  | Cím               |
| ---- | ------- | ----------------- |
| 1986 | Madonna | Live to Tell      |
| 1986 | Madonna | Papa Don’t Preach |
| 1986 | Madonna | True Blue         |

## Fordítás
- Ez a szócikk részben vagy egészben  a   James Foley (director) című angol Wikipédia-szócikk fordításán alapul.  Az eredeti cikk szerkesztőit annak laptörténete sorolja fel. Ez a jelzés csupán a megfogalmazás eredetét és a szerzői jogokat jelzi, nem szolgál a cikkben szereplő információk forrásmegjelöléseként.